# Villa Botalla
Villa Botalla es una histórica finca de la ciudad piamontesa de Ivrea, Italia, destacada por su estilo arquitectónico modernista.

## Historia
El aspecto actual del inmueble es el resultado de una remodelación del edificio original del siglo XVII, realizada entre 1910 y 1911 para Giuseppe Botalla.

## Descripción
La finca, caracterizada por sus fachadas asimétricas de forma ondulada, está adornada con una torretta y cuenta con elementos como una logia de inspiración medieval y un pórtico sobre el cual se extiende una terraza. La división de sus ventanas por columnas que parecen formar una línea continua y la forma circular de la ventana céntrica, al estilo franco-belga, acentúan la sensación de movimiento de sus exteriores. Su celosía ornamentada, sus marcos en relieve adornados con flores y sus dentellones con patrones fitomorfos presentan una clara influencia decorativa modernista.
La residencia se encuentra en un parque centenario rodeado de un alargado balcón, el cual comparte con la Palazzina Botalla.